# Parlamentsgebäude
Ein Parlamentsgebäude ist ein Bauwerk, in dem eine parlamentarische Versammlung tagt. Die Parlamente werden als Teil der Legislative in der Regel auch baulich von der Regierung (Exekutive) getrennt, um die Gewaltentrennung auch nach außen hin in Erscheinung treten zu lassen. Parlamentsgebäude sind außerdem (zumindest während Parlamentssitzungen) üblicherweise von einer „Bannmeile“ umgeben, in der keine Versammlungen abgehalten werden dürfen. Im Parlamentsgebäude selbst hat meist der jeweilige Parlamentspräsident die alleinige Exekutivgewalt. Damit soll nicht zuletzt die parlamentarische Immunität garantiert werden.

## Einige Parlamentsgebäude
- Andorra: Casa de la Vall in Andorra la Vella
- Argentinien: Argentinischer Kongresspalast in Buenos Aires
- Australien: Parliament House in Canberra
- Dänemark: Christiansborg in Kopenhagen
- Deutschland: Reichstagsgebäude in Berlin
- Europäische Union: Europäisches Parlament in Straßburg
- Frankreich: Palais Bourbon und Palais du Luxembourg in Paris
- Italien: Palazzo Montecitorio und Palazzo Madama in Rom
- Israel: Knesset in Jerusalem
- Japan: Parlamentsgebäude in Tokio
- Kanada: Parlamentsgebäude in Ottawa
- Liechtenstein: Landtagsgebäude in Vaduz
- Malta: Parlamentsgebäude in Valletta
- Namibia: Tintenpalast in Windhoek
- Niederlande: Binnenhof in Den Haag
- Nordkorea: Mansudae-Kongresshalle in Pjöngjang
- Österreich: Parlamentsgebäude in Wien
- Osttimor: Nationalparlament Osttimors in Dili
- Portugal: Palácio de São Bento in Lissabon
- Russland: Weißes Haus in Moskau (bis 1994 Parlamentssitz, heute Kabinettsgebäude)
- Schweiz: Bundeshaus in Bern
- Ungarn: Parlamentsgebäude in Budapest
- Vereinigtes Königreich: Palace of Westminster in London
- Vereinigte Staaten: US-Kapitol in Washington, D.C.

## Bilder von Parlamentsgebäuden

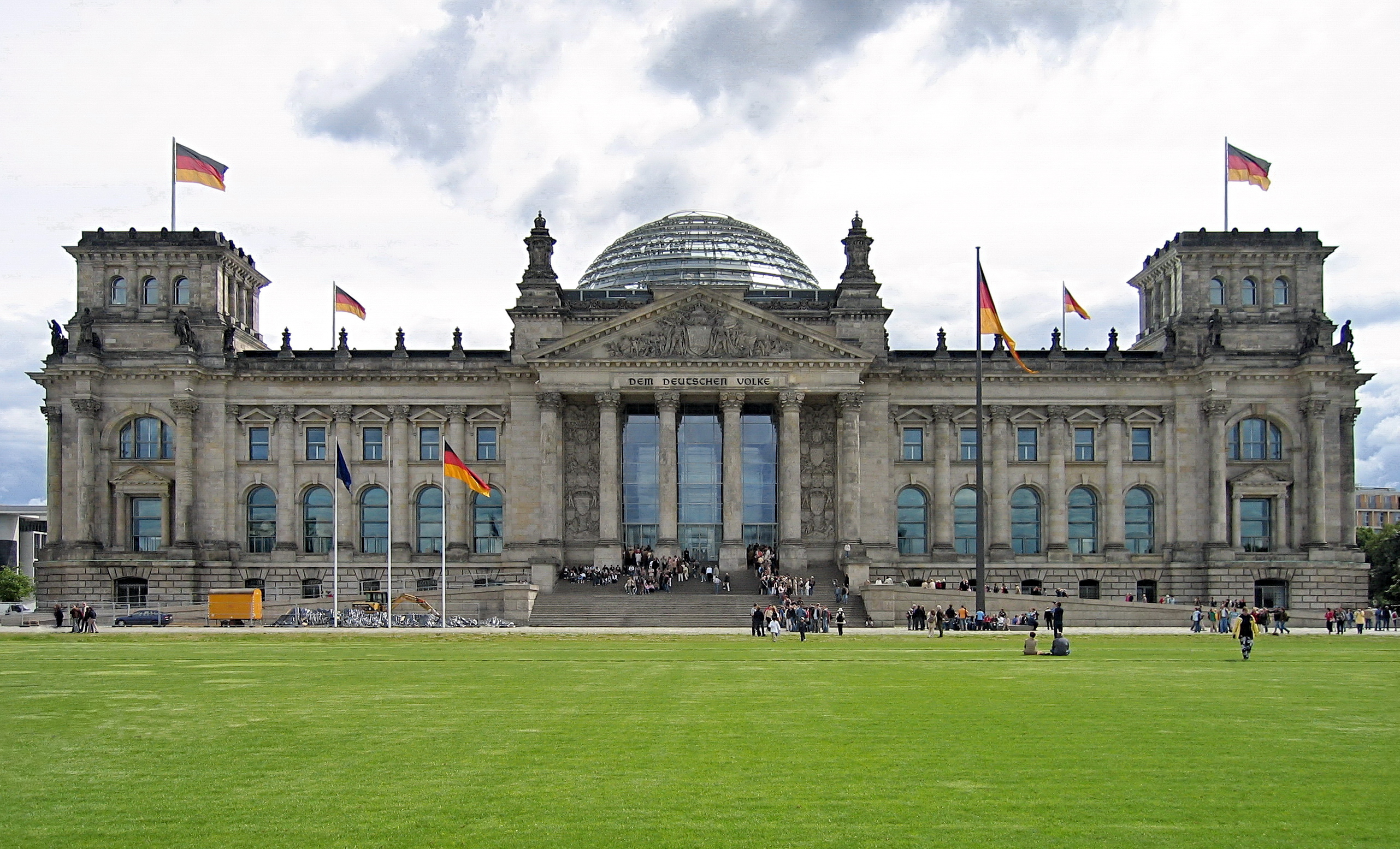
Reichstagsgebäude in Berlin
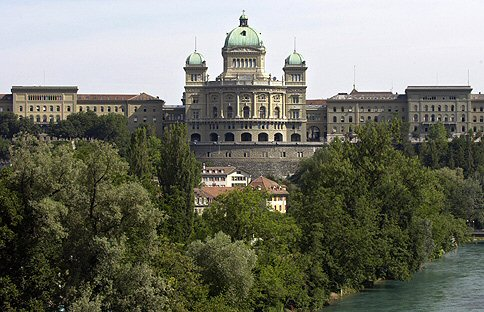
Bundeshaus in Bern
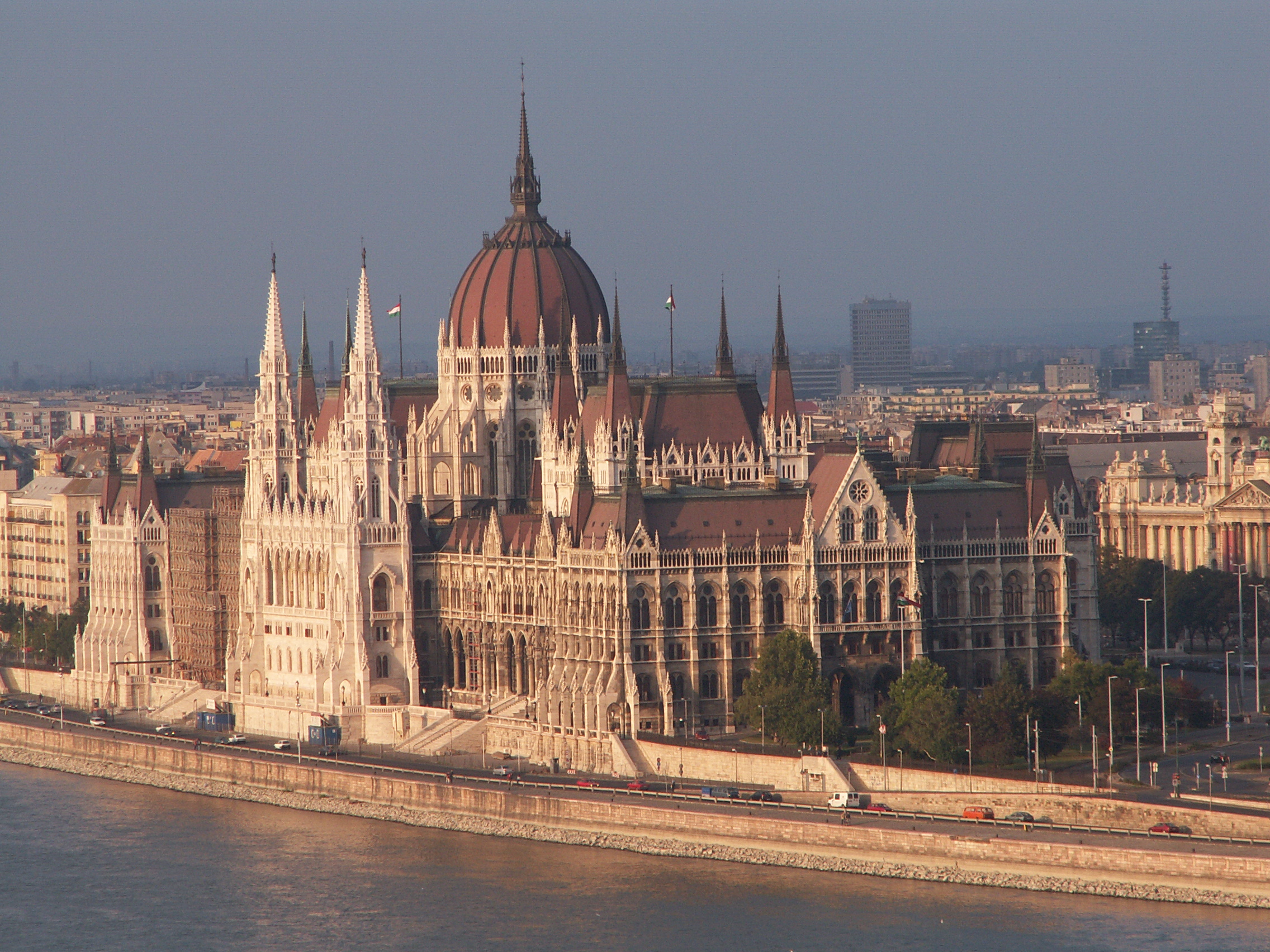
Landeshaus in Budapest
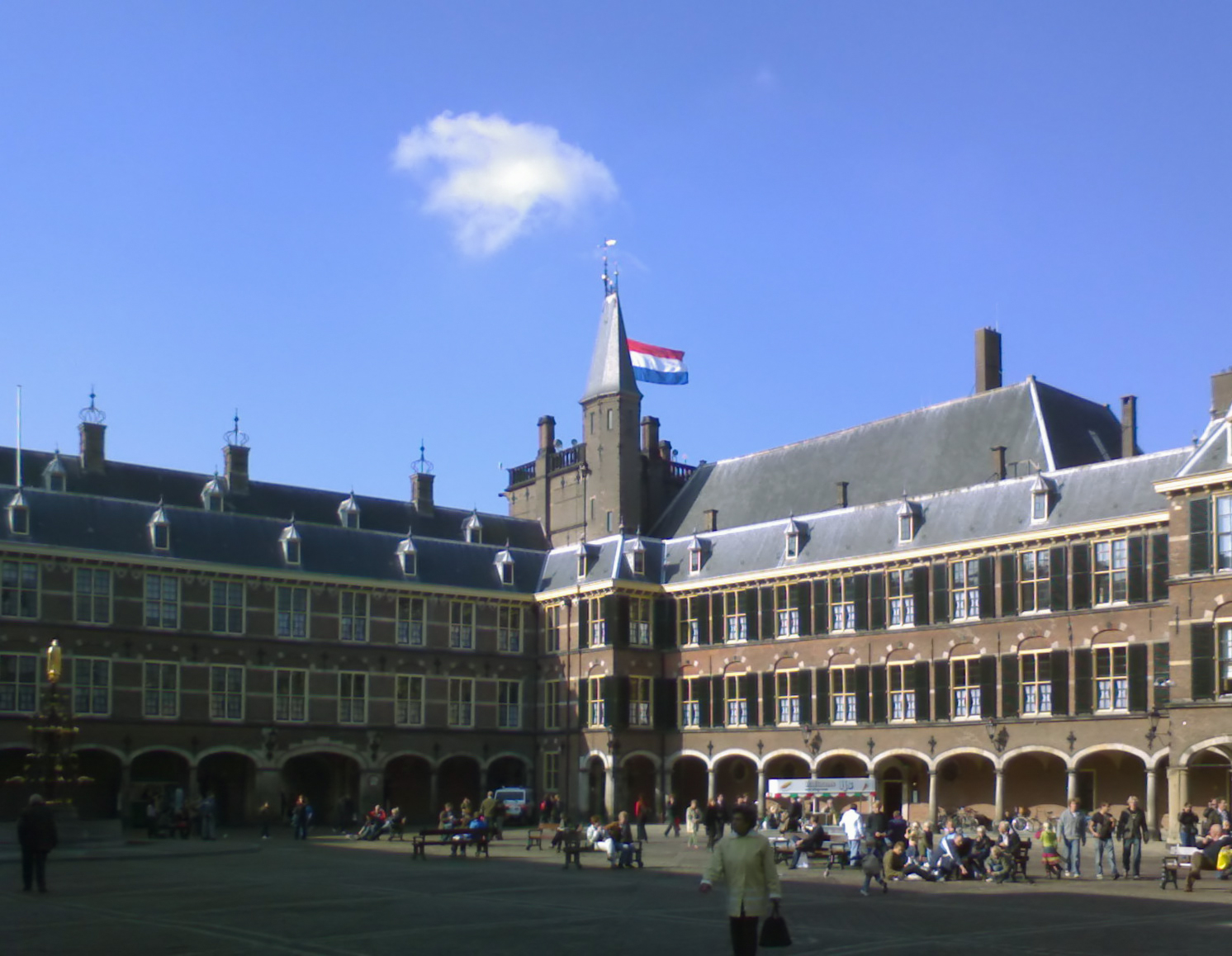
Binnenhof in Den Haag
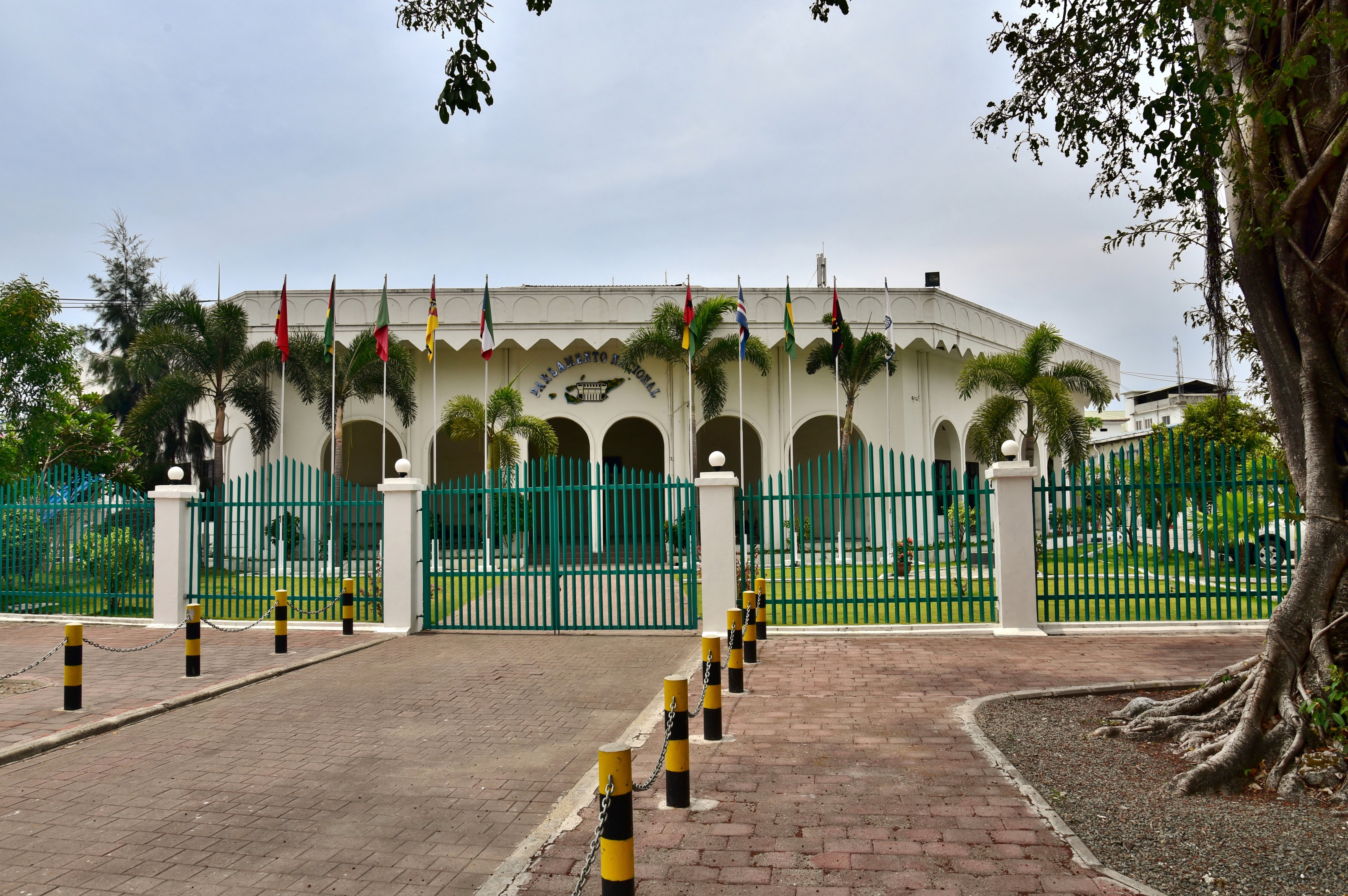
Nationalparlament Osttimors in Dili
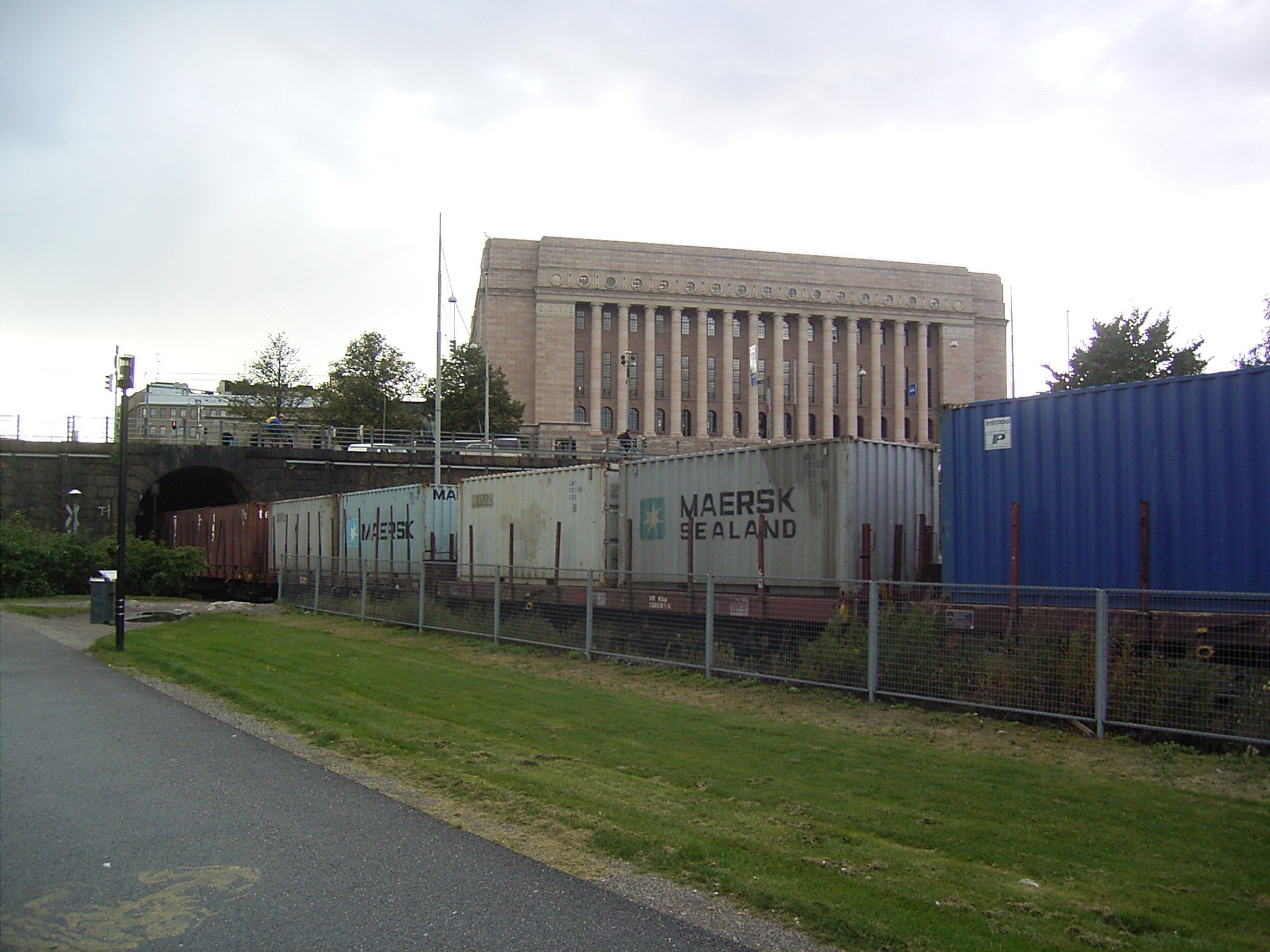
Eduskuntatalo in Helsinki
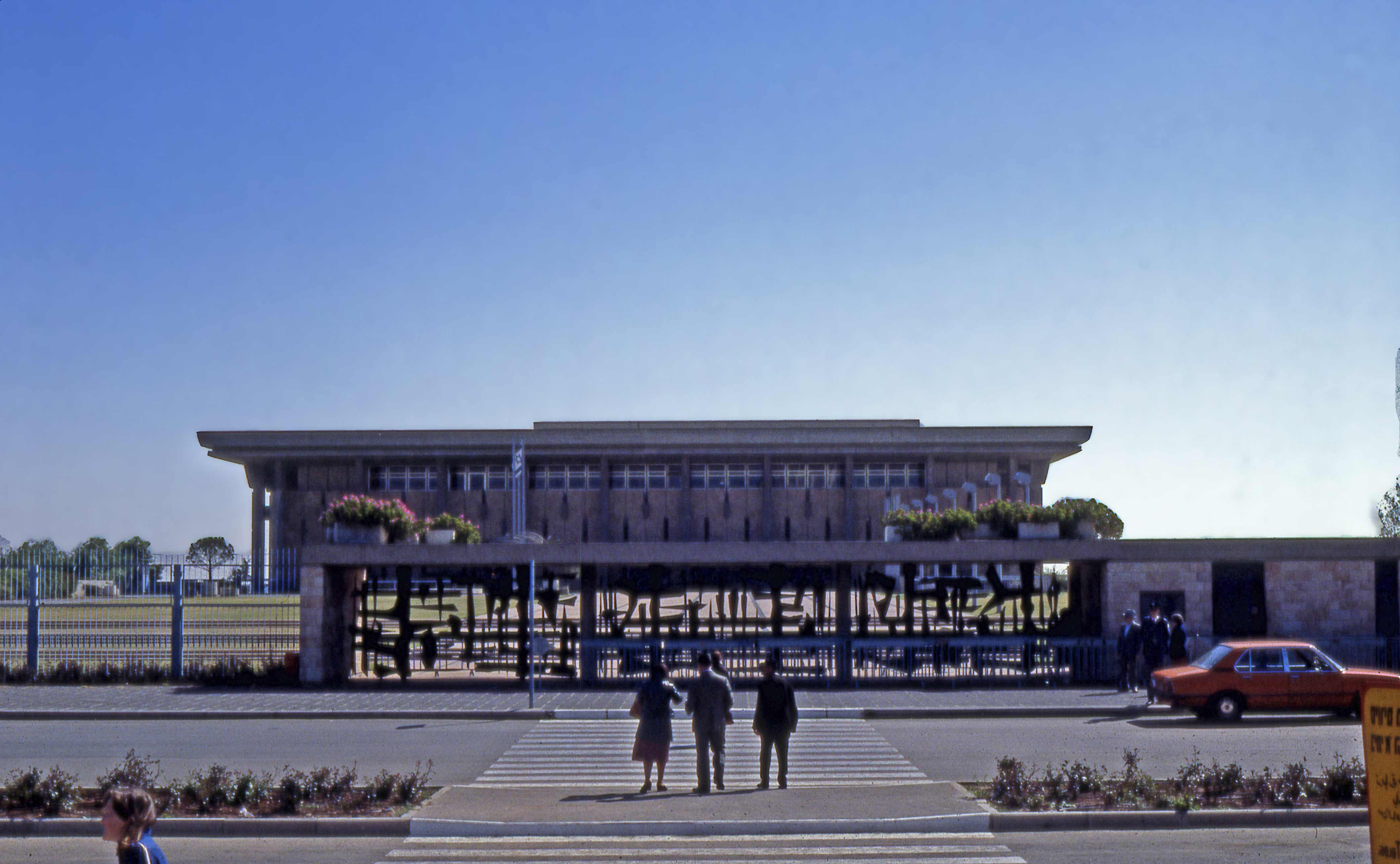
Knesset in Jerusalem
Christiansborg in Kopenhagen
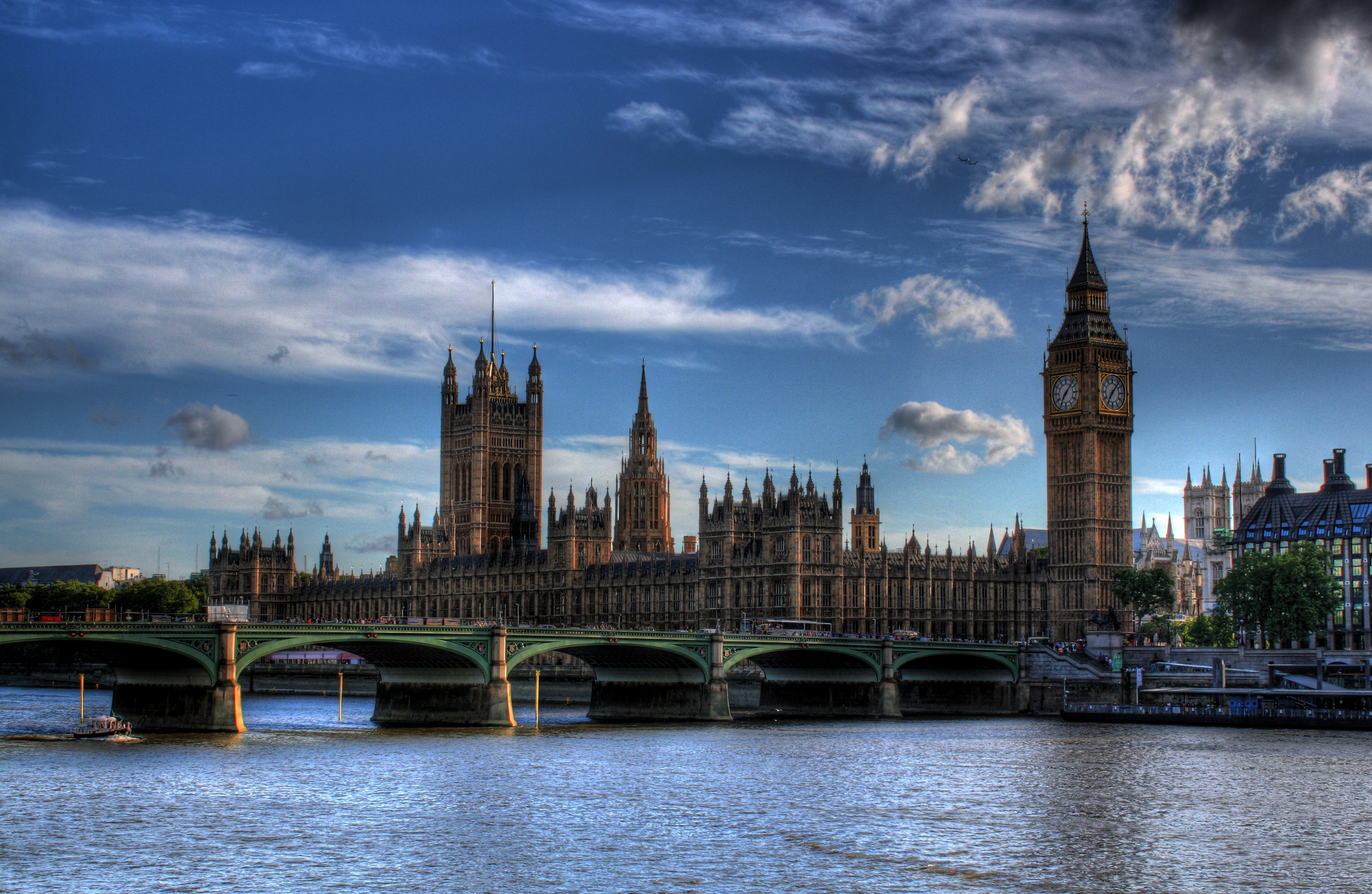
Palace of Westminster in London
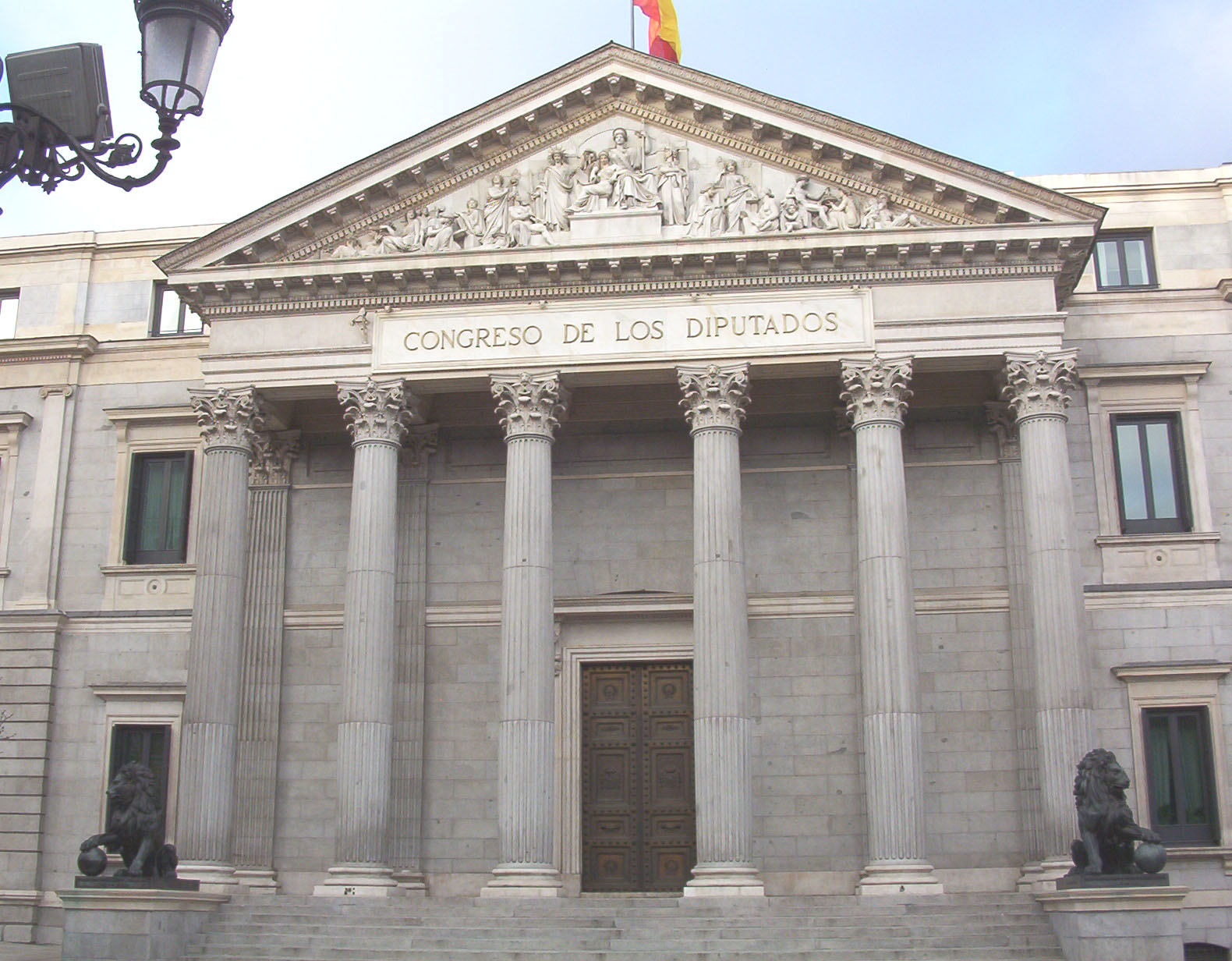
Palacio de las Cortes in Madrid
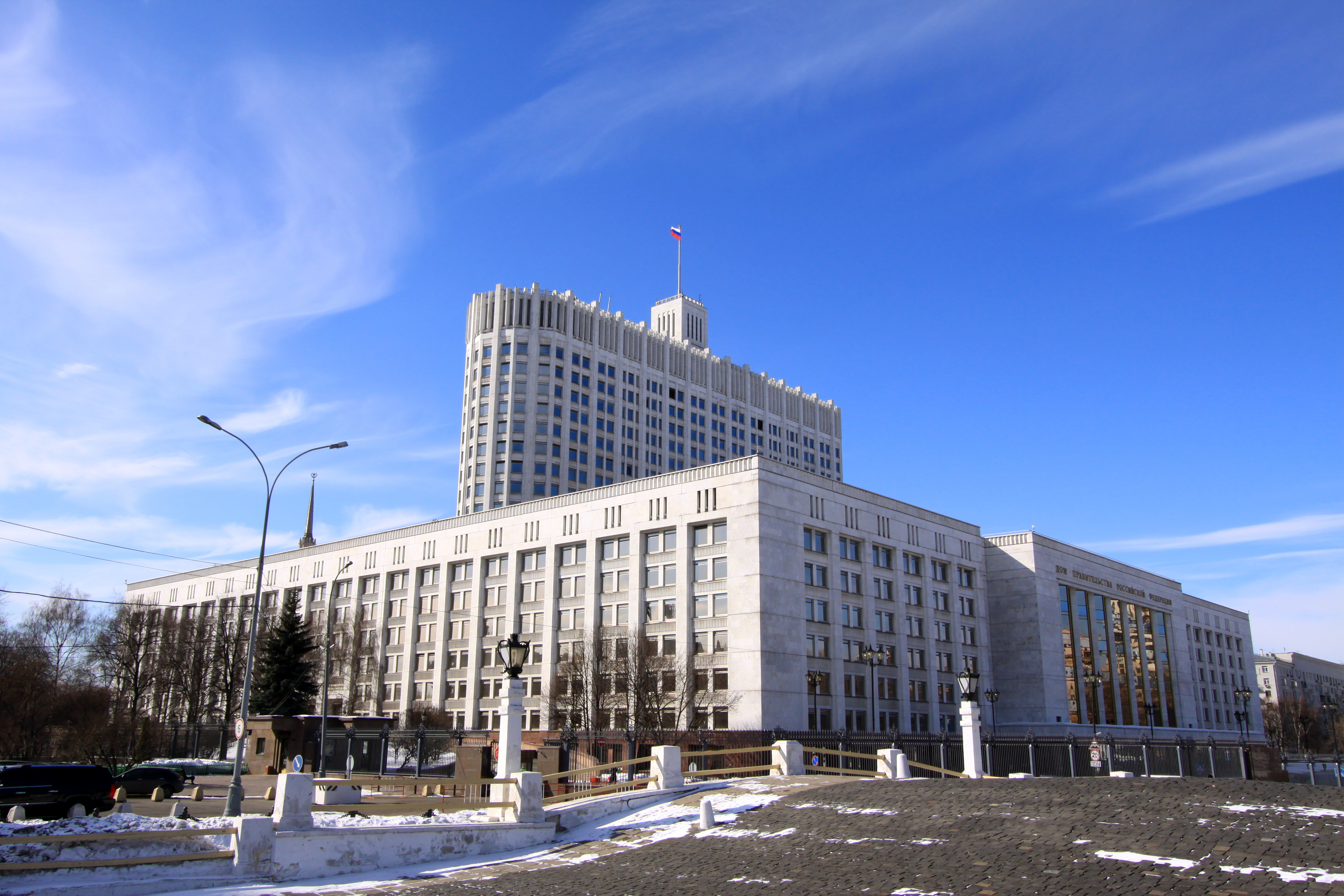
Weißes Haus in Moskau
Stortingsbyggnaden in Oslo
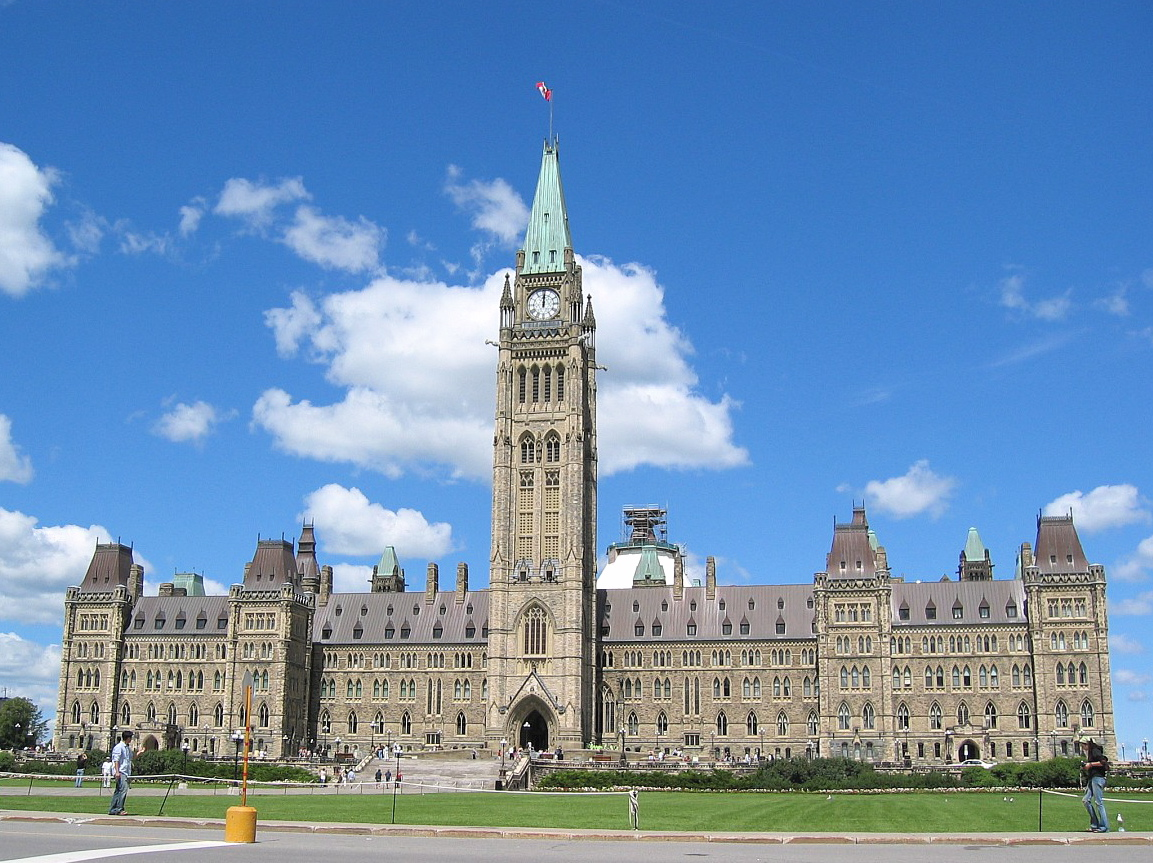
Kanadisches Parlament in Ottawa
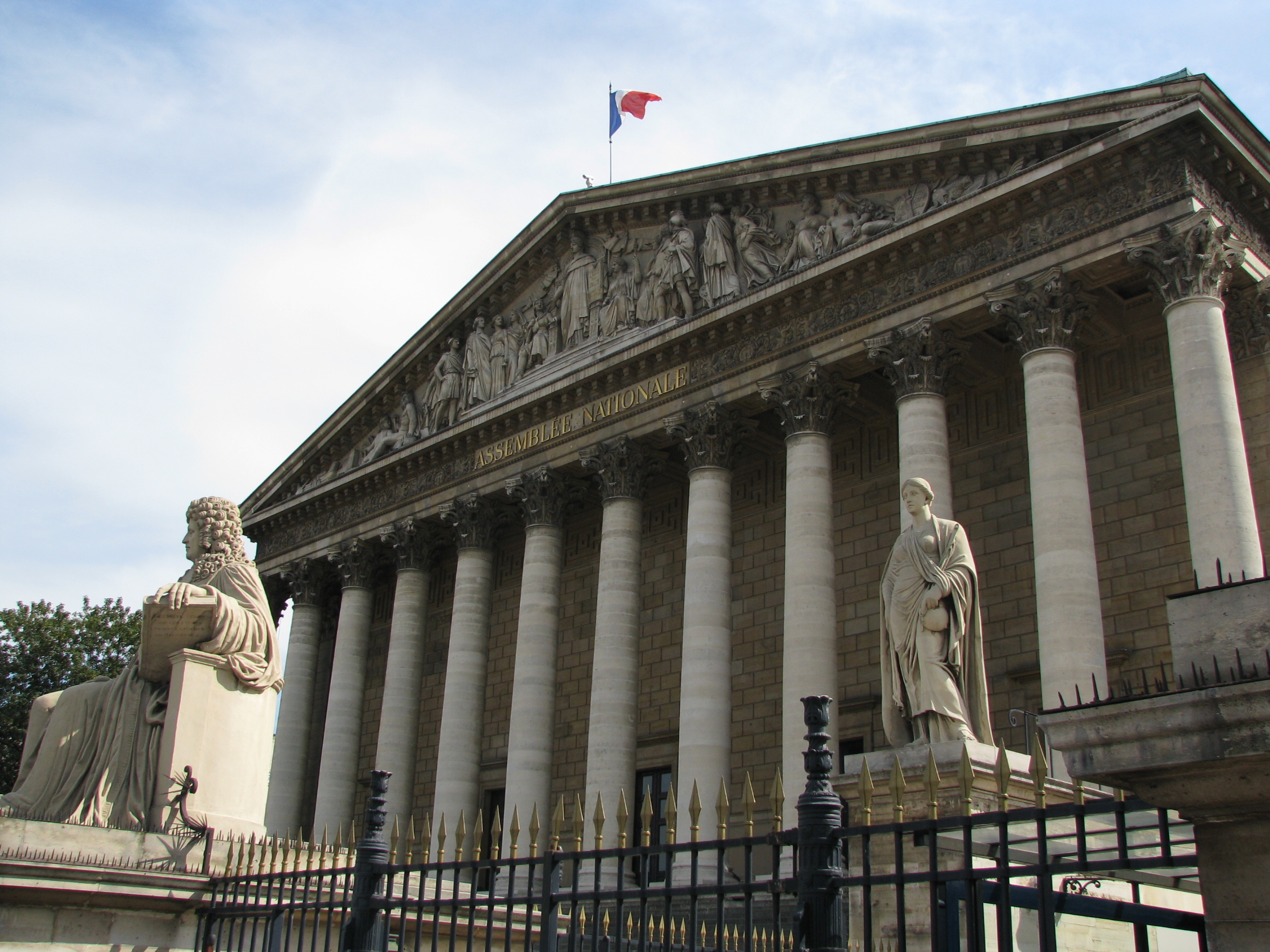
Palais Bourbon in Paris
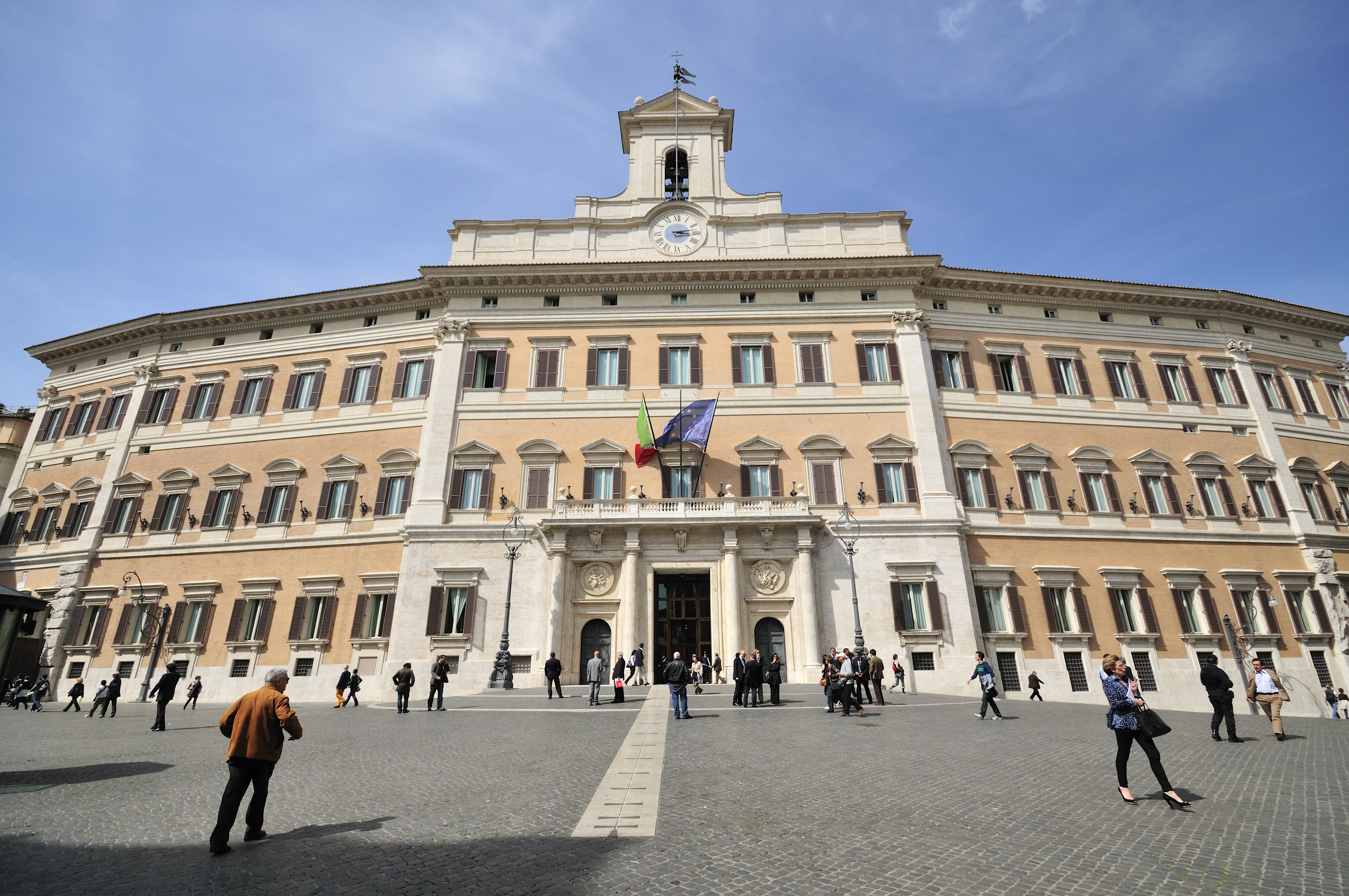
Palazzo Montecitorio in Rom
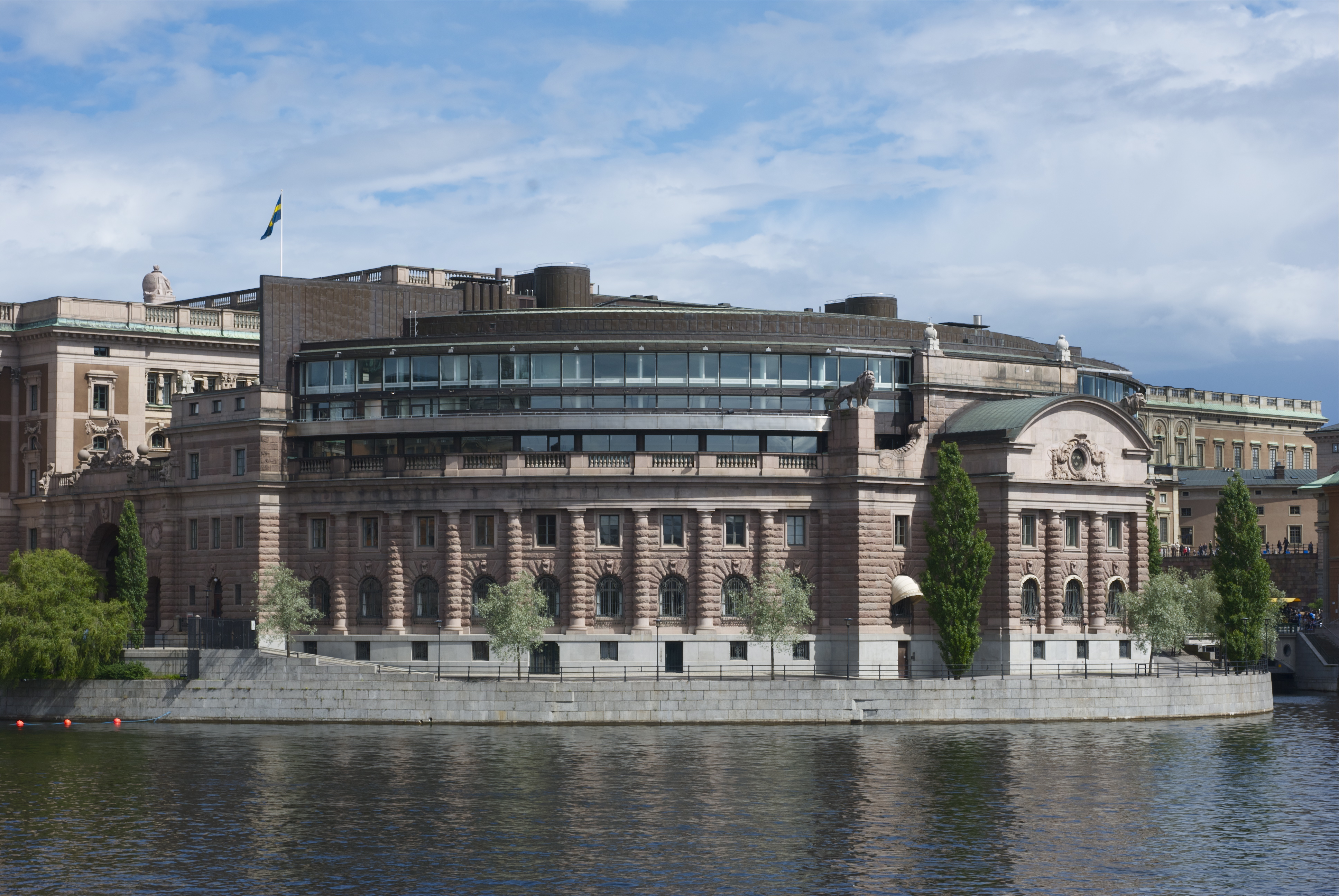
Riksdagshuset in Stockholm
Europäisches Parlament in Straßburg
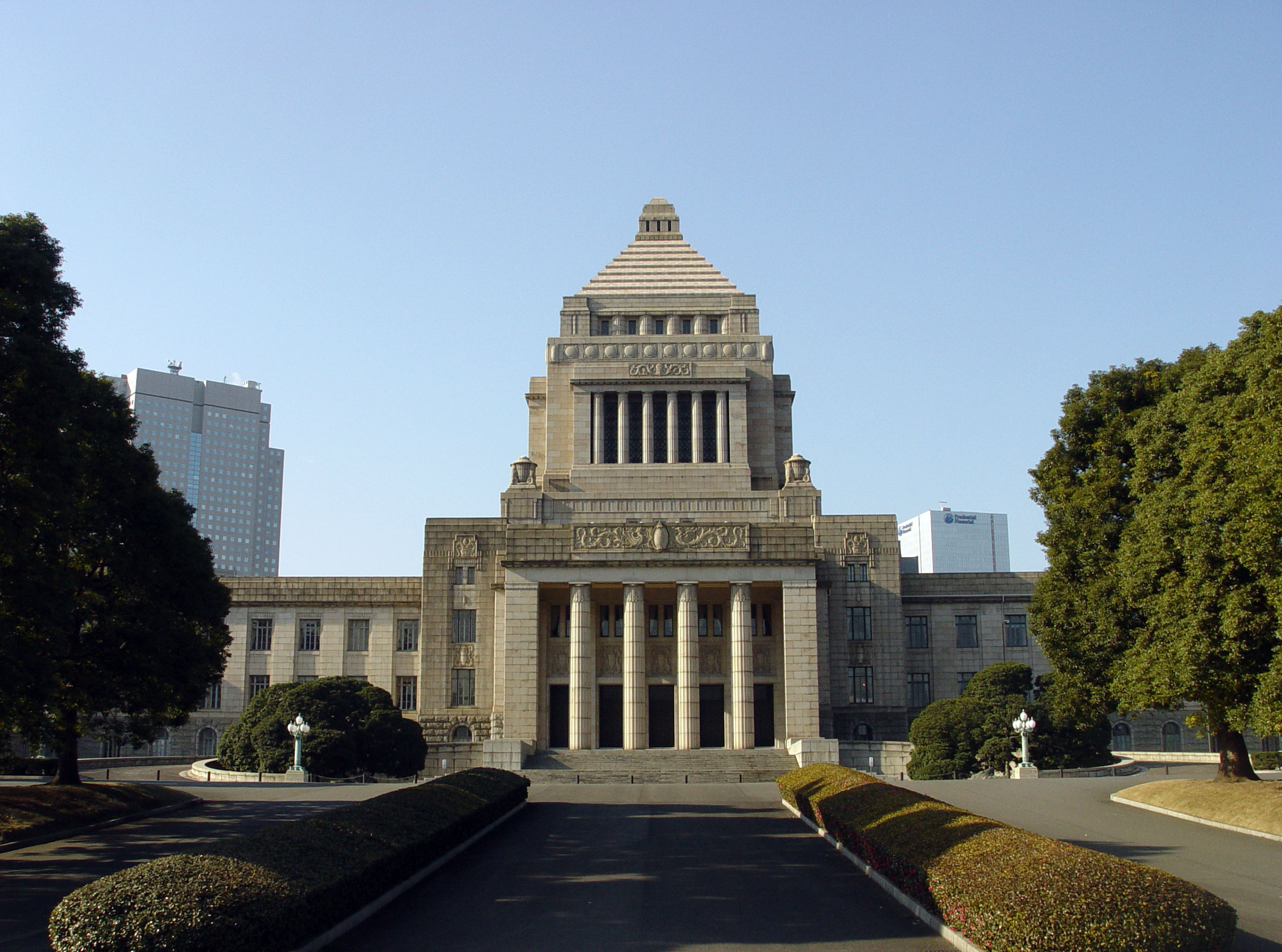
Kokkai-gijidō in Tokio
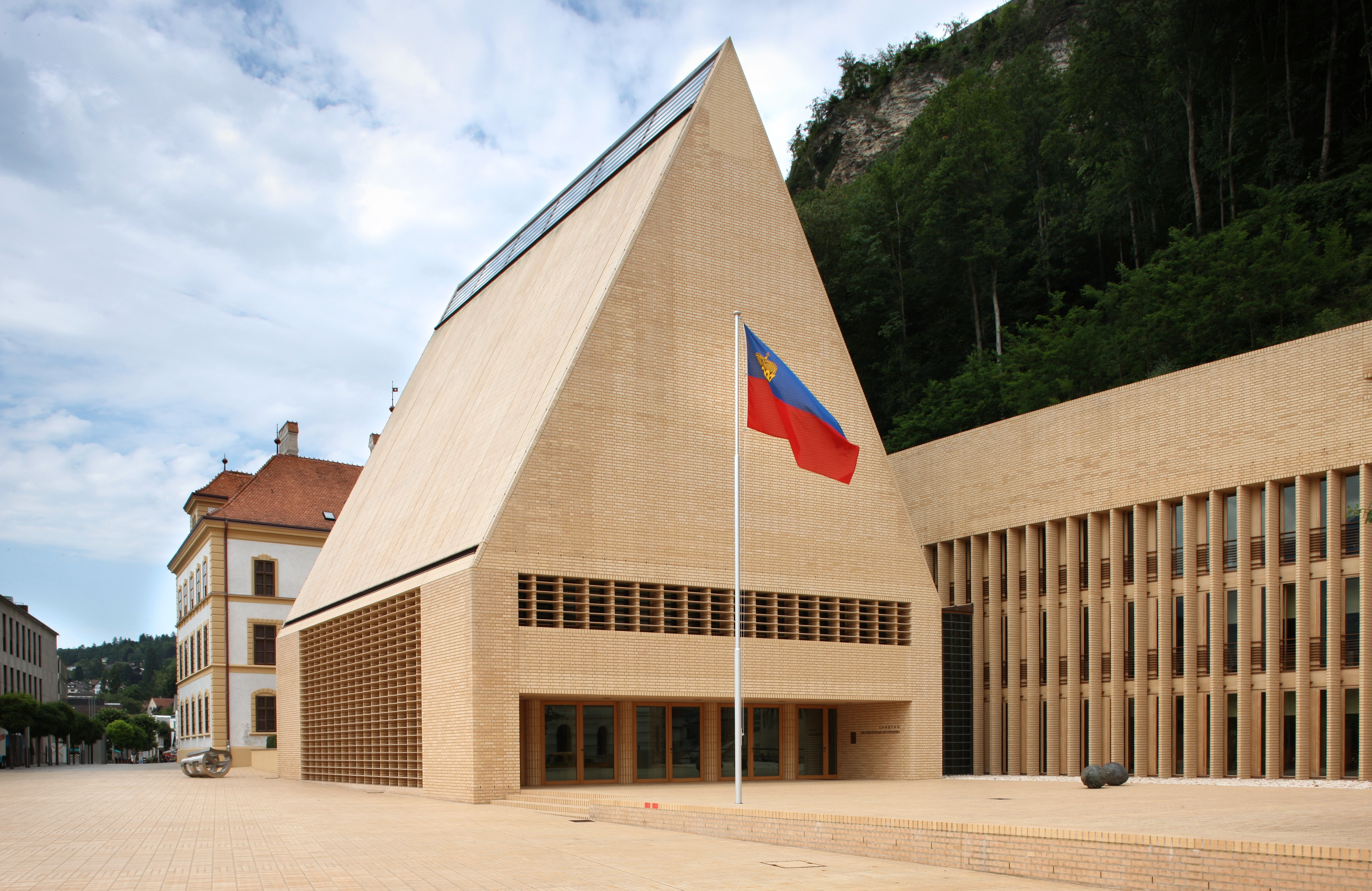
Landtagsgebäude in Vaduz
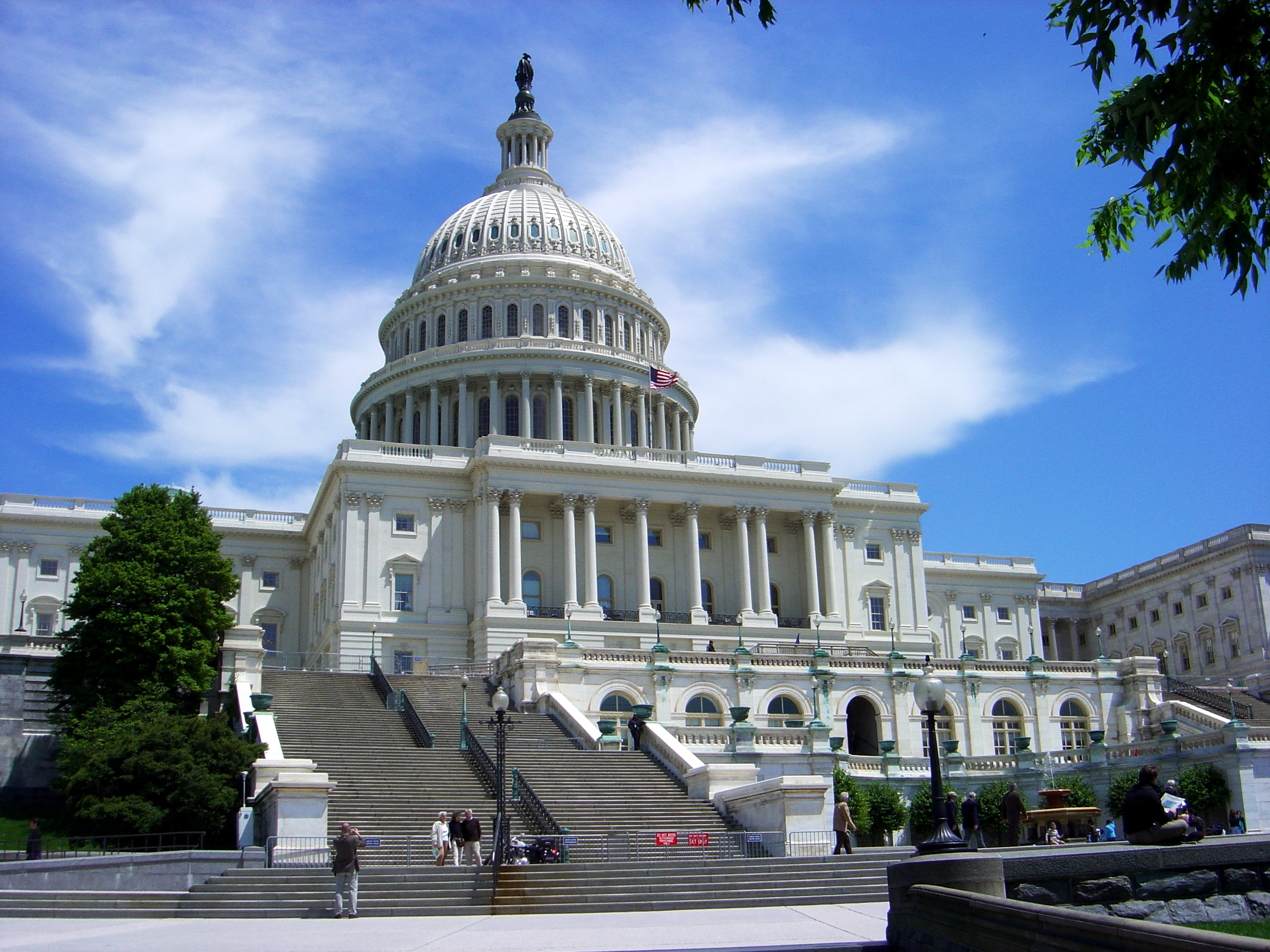
Kapitol in Washington, D.C.
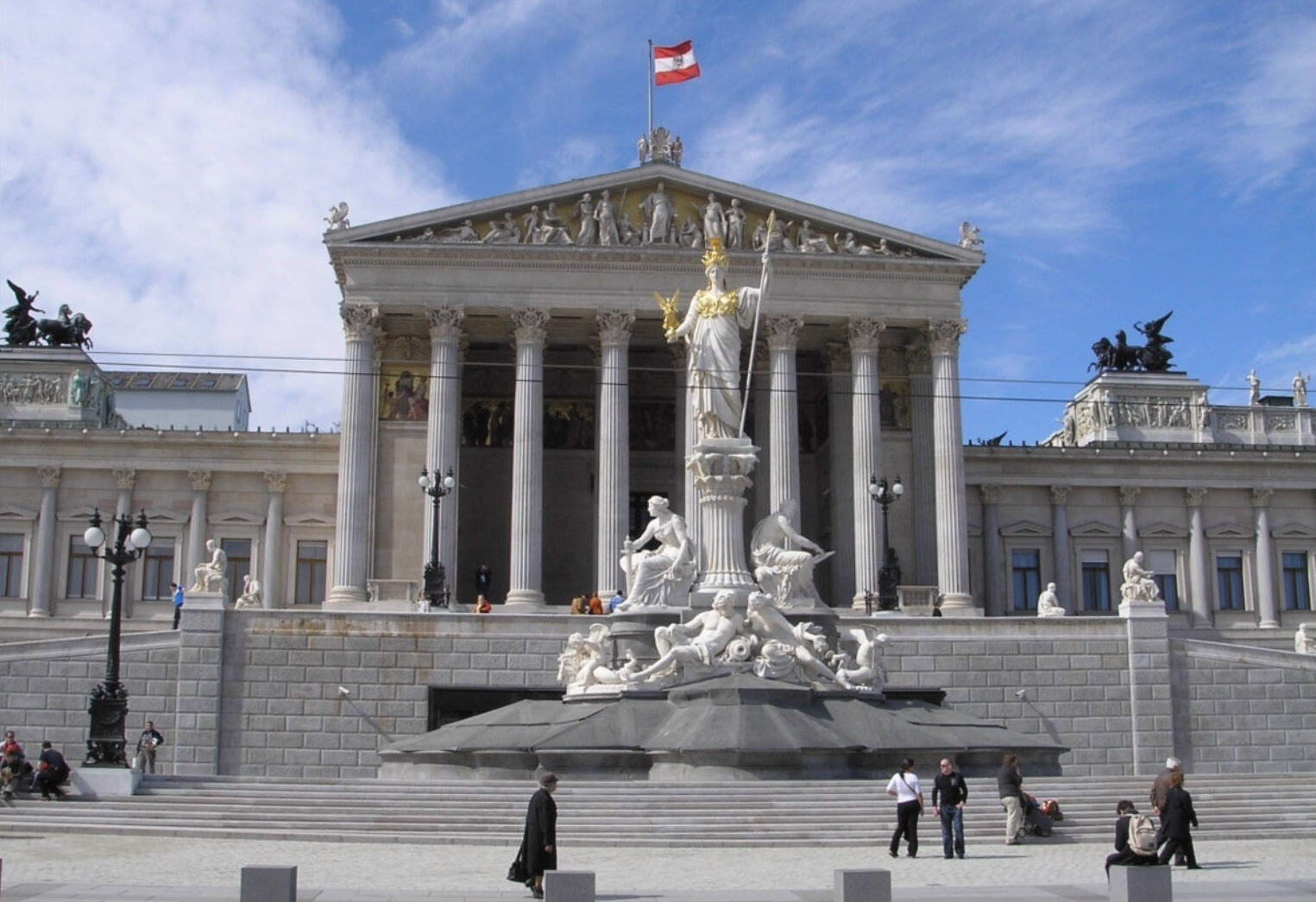
Parlament in Wien
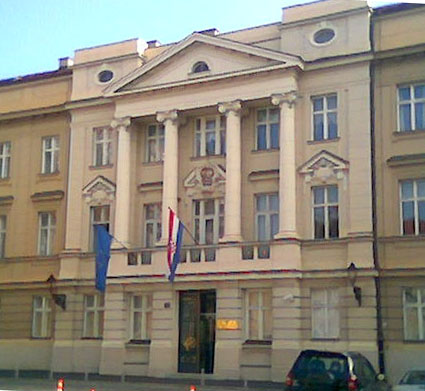
Sabor in Zagreb